# Пять ночей с Фредди (фильм)
«Пять ноче́й с Фре́дди» (Также применяется вариант "Пять ночей у Фредди") (англ. Five Nights at Freddy’s) — американский фильм ужасов о сверхъестественном, срежиссированный и написанный Эммой Тамми в соавторстве со Скоттом Коутоном и Сетом Каддебэком. Основан на серии видеоигр Five Nights at Freddy’s, созданной Скоттом Коутоном. Главные роли исполнили Джош Хатчерсон, Элизабет Лэил, Пайпер Рубио, Мэри Стюарт Мастерсон и Мэттью Лиллард. По сюжету обеспокоенный охранник устраивается на работу в заброшенной пиццерии, где там он узнаёт, что её аниматронники одержимы душами убитых детей.
Впервые фильм был анонсирован в апреле 2015 года при участии компании Warner Bros. Pictures, а в июле 2015 года Гил Кинан заключил сделку на его постановку и соавторство. После нескольких задержек с началом производства проект был на грани отмены, и Кинан больше не принимал участие в разработке. В марте 2017 года было объявлено, что производством фильма займётся Blumhouse Productions. Крис Коламбус был назначен сценаристом и режиссёром в феврале 2018 года. Позже Коламбус покинул проект, и Эмма Тамми заменила его в качестве режиссёра и соавтора сценария в октябре 2022 года. Съёмки фильма начались 2 февраля 2023 года в Новом Орлеане и завершились 3 апреля того же года.
Премьера «Пять ночей с Фредди» в США состоялась 27 октября 2023 года, одновременно в кинотеатрах и на стриминговом сервисе Peacock. Распространением фильма занимается компания Universal Pictures.
Фильм получил отрицательные отзывы кинокритиков, однако зрители приняли экранизацию положительно. Кассовые сборы составляют 297,1 млн долларов по всему миру. «Пять ночей с Фредди 2» находится в разработке.

## Сюжет
Охранник вскрывает вентиляционную шахту и через неё покидает свой офис, в который кто-то ломится. Пробравшись через технические помещения, он пытается уйти от преследователей, загоняя себя в тупик, после чего оказывается прикован к креслу, а на его лицо опускается маска со встроенными вращающимися лезвиями...
Майк Шмидт (Джош Хатчерсон), работающий охранником в торговом центре, теряет работу после нападения на нерадивого отца, которого по ошибке принял за похитителя. Консультант по карьере Стив Рэглан предлагает Майклу должность ночного охранника в заброшенном детском развлекательном центре, известном как «Пиццерия Фредди Фазбера». Майк неохотно принимает предложение после того, как его тётя Джейн, при поддержке социальных служб, настаивает на том, что он должен отказаться от опеки над младшей сестрой Эбби и передать её тёте, из-за опасений связанных с его эмоциональными стрессами и нестабильными доходами. За день до этого Майкл видит сон о похищении своего брата Гаррета кем-то неизвестным.
В первую ночь Майк встречает во сне пятерых неизвестных детей, которые были свидетелями похищения. При попытке заговорить с ними, они убегают. На вторую ночь сон повторяется, и Майк пытается догнать и поймать одного из них, получая резаную рану, которая переносится и в реальность. Майк знакомится с офицером полиции Ванессой Шелли, которая помогает ему обработать рану. Она также показывает ему маскотов-аниматроников, и рассказывает, что заведение закрылось в 1980-х годах, после того как там бесследно пропали пятеро детей.
Джейн нанимает группу людей, в числе которых - Макс (няня Эбби) и её брат, для разгрома ресторана, чтобы добиться увольнения Майка и получить опеку над племянницей. Когда происходит проникновение в пиццерию, аниматроники ресторана: Фредди Фазбер, Чика, Фокси и Бонни, оживают и убивают взломщиков. Исчезновение Макс вынуждает Майка взять Эбби на свою третью смену. Этой же ночью Эбби заводит дружбу с аниматрониками. Майк понимает, что они одержимы призраками пропавших детей, являющихся ему во сне, лидер которых - светловолосый мальчик, постоянно упоминает некоего «жёлтого кролика».
Майк рассказывает Ванессе о младшем брате, который был похищен во время семейного путешествия в Небраску. Когда Гаррета похитили, семья начала распадаться, и в конечном итоге они с Эбби остались одни. Он объясняет, что принимает снотворное каждую ночь, чтобы во сне вновь и вновь видеть похищение Гарретта, надеясь выявить похитителя. На четвёртую ночь, запаниковав из-за связи между Эбби и аниматрониками, Ванесса требует от Майка, чтобы тот больше не приводил сестру в пиццерию. Майк узнаёт от Ванессы про использовавшиеся ранее смертельно опасные костюмы с пружинными замками, а также понимает, что она умалчивает о своей связи с этим местом.
Не видя иного выбора, Майк поручает Джейн присмотреть за Эбби, а днём возвращается на работу и в очередной раз погружается в сон. Пятеро детей показывают Майку изменённый сон с счастливой семьёй, и говорят, что он сможет видеть Гаррета всегда, если отдаст им Эбби. Майку, неосознанно согласившемуся с предложением призраков, а затем отказавшемуся от него, вновь наносят ранения, и он просыпается в кресле, с маской с лезвиями напротив лица. Он вырывается из машины, но оказывается атакован Фокси. Тем временем повреждённый вариант аниматроника Фредди жёлтого цвета, к которому привязан призрак светловолосого мальчика, нападет на Джейн и отправляется с Эбби в пиццерию. Ванесса приходит к Майклу на помощь, и отвозит его на полицейский аванпост.
После того, как Майк рассказывает о произошедшем, Ванесса раскрывает, что она — дочь Уильяма Афтона, серийного убийцы, который расправился с Гарретом и ещё пятью детьми, спрятав их тела в аниматрониках; Ванесса добавляет, что их души находятся под его контролем. Поняв что аниматроники собираются убить Эбби, Майк спешит в пиццерию с необходимым оборудованием, чтобы остановить аниматроников. Ванесса отказывается идти с ним, из-за страха перед отцом.
В пиццерии Майк выводит роботов из строя электрошоком и спасает Эбби от Чики, пытавшейся запихнуть её в аниматронный костюм с пружинными замками. Шмидт подвергается нападению кекса Чики и разлучается с сестрой. В то время как подоспевшая Ванесса спасает Эбби от Фокси, Майк сталкивается с Уильямом (до этого скрывавшемся под псевдонимом Стива Рэглана) в костюме того самого «жёлтого кролика». Он избивает Майка до потери сознания, после чего поднимает всех аниматроников.
Чтобы освободить души детей от контроля Уильяма, Эбби рисует картину, на которой Афтон убивает их. Ванесса пытается остановить отца, получая от него ножевое ранение. Эбби показывает свой рисунок аниматроникам, и они нападают на Уильяма. Кекс откусывает часть его костюма, что приводит в действие внутренние пружинные механизмы блокировки, смертельно ранящие его. Аниматроники утаскивают Афтона вглубь здания, а Майк и Эбби выносят раненую Ванессу из разрушающейся пиццерии. Девушка попадает в больницу, Майк продолжает присматривать за Эбби и они возвращаются к своей обычной жизни.
В финальной сцене призрак светловолосого мальчика наблюдает, как умирающий Афтон истекает кровью в подсобке, после чего запирает его. В сцене между титрами фигурка Мальчика с шариком появляется в машине таксиста, который подвозил Эбби и жёлтого Фредди до пиццерии. Ближе к концу титров звучит мелодия музыкальной шкатулки, а неизвестный голос произносит по буквам фразу «Приди и найди меня».

## Актёрский состав
- Джош Хатчерсон — Майк Шмидт: новый охранник «Пиццерии Фредди Фазбера»[13]
  - Уайатт Паркер сыграл юного Майка
- Пайпер Рубио — Эбби: младшая сестра Майка
- Элизабет Лэил — Ванесса: сотрудница полиции
  - Эмма Джо Тассин сыграла юную Ванессу
- Мэттью Лиллард — Стив Рэглан / Уильям Афтон: консультант по карьере Майка, соучредитель Fazbear Entertainment и главный антагонист
- Мэри Стюарт Мастерсон — Джейн: тётя Майка и Эбби
- Кэт Коннер Стерлинг — Макс: няня Эбби
- Дэвид Линд — Джефф: лидер преступной группировки и брат Макс
- Кристиан Стоукс — Хэнк: участник банды Джеффа
- Джозеф Поликуин — Карл: участник банды Джеффа
- Грант Фили — призрак убитого ребёнка, чья душа живёт в Золотом Фредди
- Ашер Коултон Спенс — призрак убитого ребёнка, чья душа живёт в Фокси
- Дэвид Хьюстон Доти — призрак убитого ребёнка, чья душа живёт в Бонни
- Лиам Хендрикс — призрак убитого ребёнка, чья душа живёт в Фредди Фазбере
- Джофиэль Лав — призрак убитой девочки, чья душа живёт в Чике
- Тадасэй Янг — доктор Лиллиан
- Майкл П. Салливан — Даг: адвокат Джейн
- Лукас Грант — Гарретт: младший брат Майка, похищенный в детстве
- Теодус Крейн[англ.] — Джеремайя: коллега Майка по его предыдущей работе в торговом центре
- Мэтью Патрик — официант
- Кори Уильямс[англ.] — таксист

Исполнители ролей аниматроников: Кевин Фостер в роли Фредди Фазбера, аниматроника бурого медведя; Джейд Киндар-Мартин в роли Бонни, аниматроника кролика цвета индиго; и Джессика Уайсс в роли Чики, аниматроника жёлтой курицы. Песню, которую на протяжении фильма напевает Фокси, аниматроник рыжей лисы-пирата, исполняет Келлен Гофф.

## Производство

### Разработка

#### Warner Bros. Pictures (2015—2017)
В апреле 2015 года Warner Bros. Pictures объявила, что приобрела права на экранизацию серии видеоигр Five Nights at Freddy’s. Продюсерами фильма были назначены Рой Ли, Дэвид Катценберг и Сет Грэм-Смит. Грэм-Смит заявил, что они будут сотрудничать с создателем серии видеоигр Скоттом Коутоном, «чтобы сделать безумный, ужасающий и до странности очаровательный фильм». В июле 2015 года Гил Кинан подписал контракт с Тайлером Бёртоном Смитом, чтобы снять киноадаптацию и написать её в соавторстве.

В январе 2017 года Коутон заявил, что частично из-за «проблем в киноиндустрии в целом» фильм «столкнулся с несколькими задержками и препятствиями» и «вернулся на круги своя», но пообещал:
«На этот раз я вовлечен в фильм с первого дня, и это очень важно для меня. Я хочу, чтобы этот фильм стал тем, что я с нетерпением жду, когда его увидят фанаты».
В марте 2017 года Коутон опубликовал в Twitter фотографию Blumhouse Productions, объявив, что у фильма появилась новая продюсерская компания. В мае 2017 года продюсер Джейсон Блум сказал, что он взволнован и тесно сотрудничает с Коутоном над киноадаптацией. В июне 2017 года Кинан заявил, что больше не будет руководить над фильмом после поворота в Warner Bros. Pictures.

#### Blumhouse Productions (2017 — настоящее время)

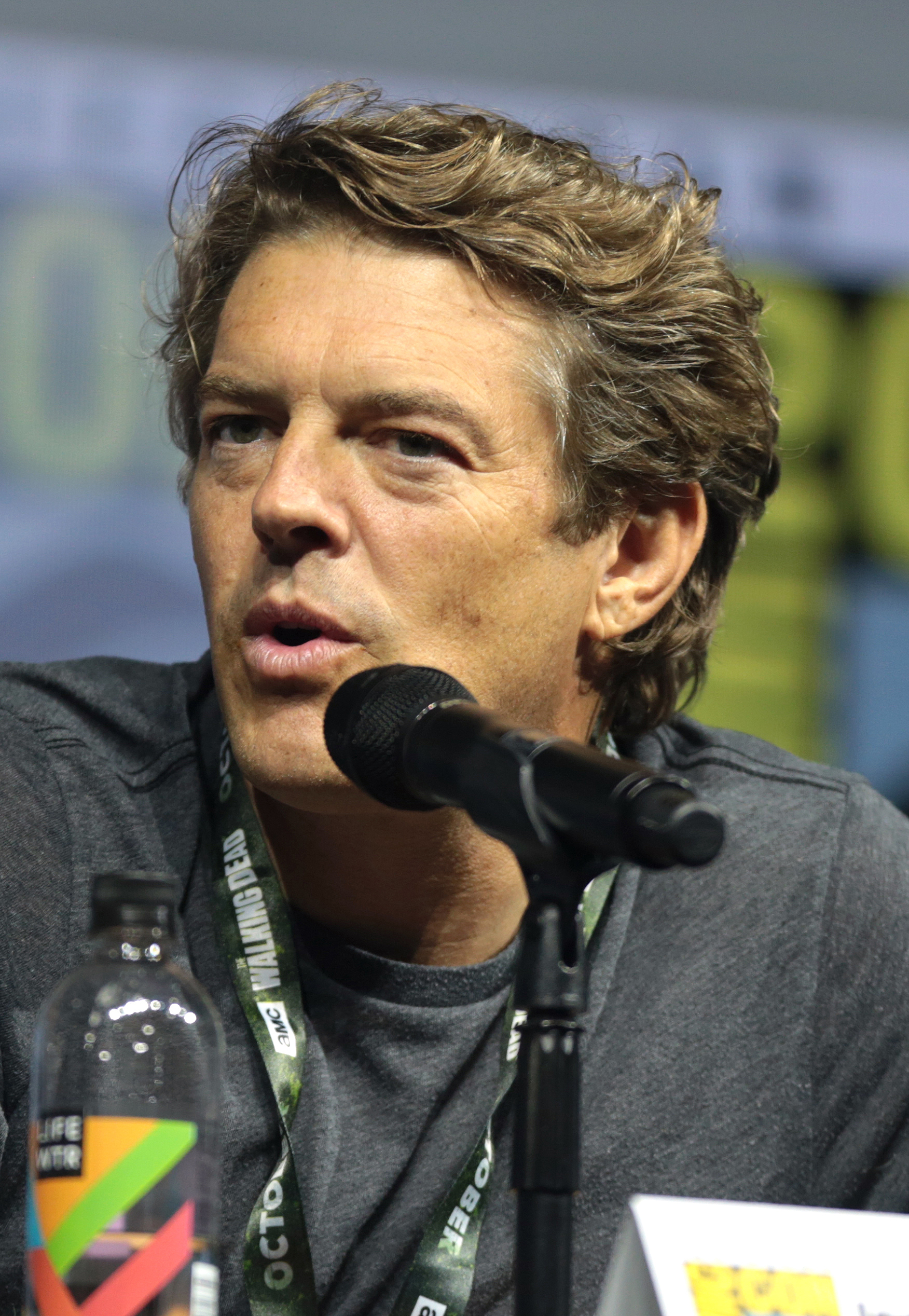
Продюсер Джейсон Блум

В феврале 2018 года было объявлено, что Крис Коламбус будет режиссировать и писать сценарий для фильма, а также продюсировать его вместе с Блумом и Коутоном.

В августе 2018 года Коутон объявил, что первый набросок сценария фильма, который он написал вместе с соавтором Кирой Брид-Ризли, завершён и будет включать в себя события первой игры серии. В том же месяце Блум написал в Twitter, что фильм планируется к выпуску в 2020 году. В ноябре Коутон объявил, что его сценарий для фильма, несмотря на то, что он понравился Коламбусу и Блуму, был им отменён, поскольку у него «была другая идея для истории, которая ему больше понравилась». Это привело бы к дальнейшей задержке выхода фильма, за что Коутон взял на себя полную ответственность. В июне 2020 года, во время интервью в Fandom, продюсер Джейсон Блум, когда его спросили о ходе работы над фильмом, заявил:
«Он очень активен, поэтому я действительно чувствую, что у нас есть хороший шанс увидеть фильм „Пять ночей с Фредди“… Я чувствую, что он действительно движется вперёд, он не застопорился или что-то ещё. Он движется быстро вперёд. Я не хочу устанавливать временную шкалу, но скоро мы получим фильм. Я очень уверен в этом».
В сентябре 2021 года Блум сообщил, что Коламбус больше не участвует в проекте, но он всё ещё находится в активной разработке. В августе 2022 года Блум сообщил, что компания «Jim Henson’s Creature Shop» будет работать над аниматрониками для фильма. В октябре того же года было объявлено, что Эмма Тэмми станет режиссёром фильма в дополнение к соавторству вместе с Коутоном и Сетом Каддбэком.

#### Подбор актёрского состава
В декабре 2022 года к актёрскому составу присоединились Джош Хатчерсон и Мэттью Лиллард в качестве исполнителей не названных ролей. Популярный британский ютубер «Dawko» позже показал во время прямой трансляции, что Хатчерсон сыграет охранника по имени Майк Шмидт, а Лиллард сыграет главного антагониста Уильяма Афтона. Он также сообщил, что Мэри Стюарт Мастерсон и Пайпер Рубио присоединились к актёрскому составу в роли неизвестной злодейки и младшей сестры Майка Шмидта — Эбби. В марте 2023 года было объявлено, что в фильме сыграет Кэт Коннер Стерлинг и Элизабет Лэил. Роли Лукаса Гранта и Джессики Блэкмор не разглашаются.

#### Съёмки
Первоначально съёмочный период должен был начаться весной 2021 года, однако из-за проблем со сценарием съёмки были отложены. Съёмки начались 1 февраля 2023 года в Новом Орлеане под рабочим названием «Bad Cupcake» (с англ. — «Плохой кекс») и завершились 3 апреля. Лиллард начал снимать свои сцены в середине февраля. Производственный бюджет составил 20 млн долларов США.

## Музыка
Братья Ньютон написали партитуру к фильму, при этом в титрах была использована фанатская композиция «Five Nights at Freddy’s» исполнителя The Living Tombstone. Также аниматроники в фильме исполняют песню «Talking in Your Sleep» от группы The Romantics.

## Премьера
Премьера фильма «Пять ночей с Фредди» состоялась одновременно в кинотеатрах и на стриминговом сервисе Peacock 27 октября 2023 года.

## Восприятие

### Кассовые сборы
Экранизация Five Nights at Freddy’s собрала 137,3 млн долларов в США и Канаде и 159,9 млн долларов на других территориях, что в общей сложности составляет 297,1 млн долларов по всему миру.

### Отзывы критиков
Фильм получил негативные отзывы рецензентов. Сюжет, темп повествования, отсутствие пугающих сцен, а также фансервис подверглись резкой критике. Кроме того, по мнению многих экспертов, ограничения, наложенные рейтингом PG-13, привели к снижению качества фильма.
На сайте-агрегаторе рецензий Rotten Tomatoes рейтинг картины составляет 32 % со средней оценкой 4,6/10 на основании 212 отзывов критиков; консенсус критиков сформирован так: «Переполненный пасхалками фильм „Пять ночей с Фредди“, возможно, понравится поклонникам игры, но для большинства других зрителей эта адаптация покажется запутанной и явно не страшной». На сайте-агрегаторе Metacritic фильм получил 33 балла из 100 на основании 38 рецензий критиков, что свидетельствует «в целом неблагоприятным отзывам».

### Отзывы зрителей
Несмотря на то, что критики отрицательно отозвались о картине, зрительская аудитория приняла экранизацию положительно.
Зрители, опрошенные компанией CinemaScore, дали фильму среднюю оценку «A-» по шкале от A+ до F; также, по данным PostTrak, лента получила положительную оценку от 77 % посмотревших.

## Планы на будущее
В августе 2018 года Скотт Коутон сказал, что если первый фильм, который в то время должен был следовать за событиями первой игры серии, будет успешным, то могут быть сняты второй и третий фильм, следующие за событиями второй и третьей игры. В январе 2023 года в интервью на подкасте «WeeklyMTG» Мэттью Лиллард рассказал, что подписал со студиями контракт на три фильма.

### Комментарии
1. ↑  Также именуется как Золотой Фредди
2. ↑  Также именуется как Спринг Бонни[12]